# Знак «Лётчик-наблюдатель»
Знак «Лётчик-наблюдатель» (нем. Flugzeugführer- und Beobachterabzeichen) — немецкая военная награда Второй мировой войны, вручавшаяся служащим люфтваффе, уже бывшим награждёнными Нагрудным знаком пилота и наблюдателя. Был учреждён 26 марта 1936 года главнокомандующим люфтваффе Германом Герингом. Носился под левым нагрудным карманом формы, под Железным крестом 1-й степени, если таковой имелся. Заменил Знак лётного экипажа 1933 года.
Первоначально знак изготавливался из бронзы, затем из цинка. От знака пилота отличался золотым венком; у первого он был серебряный. Существовала также тканевая версия значка, на офицерской версии которой была нанесена вышивка золотом, а на унтер-офицерской — хлопком. Вручался в футляре тёмно-синего цвета, с синей атласной верхней и синей бархатной нижней отделкой внутри.

## Версия в золоте с бриллиантами

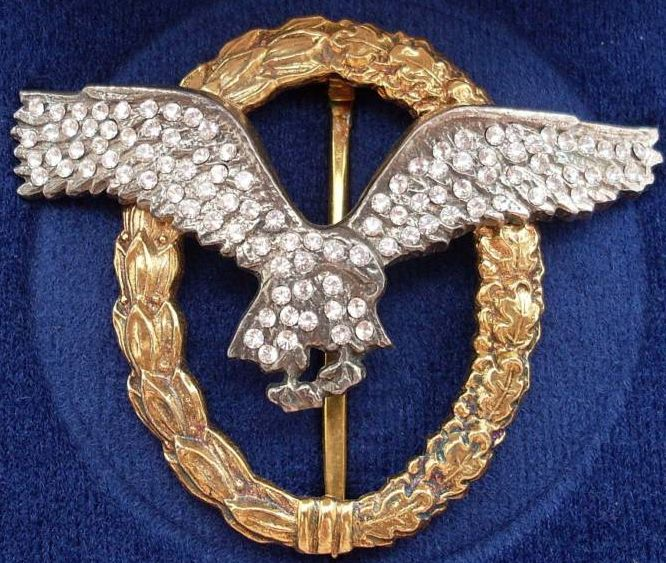
Денацифицированный вариант

Эксклюзивный вариант знака лётчика-наблюдателя из золота с бриллиантами (нем. Gemeinsame Flugzeugführer- und Beobachterabzeichen in Gold mit Brillanten) вручался Герингом в знак признания выдающихся достижений, а в редких случаях — в качестве почётной награды. Первыми награждённым им стали генерал Вальтер Вефер, начальник Генерального штаба люфтваффе, и генерал авиации Эрхард Мильх, государственный секретарь Имперского министерства авиации 11 ноября 1935 года.
Другой вариант этой награды был вручён лётчице-капитану Ханне Райч. Этот вариант больше напоминал брошь. Поперёк венка шёл горизонтальный стержень, также инкрустированный бриллиантами.

## Известные награждённые

### Люфтваффе
- Рейхсмаршал Герман Геринг[5]
- Генерал Вальтер Вефер (начальник генерального штаба Люфтваффе) — 11 ноября 1935[5]
- Генерал Эрхард Мильх — 11 ноября 1935[5]
- Генерал авиации Хуго Сперле — 19 ноября 1937[5]
- Майор Вернер Мёльдерс — середина августа 1940[5]
- Майор Гельмут Вик[6]
- Гауптман Вернер Баумбах — середина августа 1940[5]
- Майор Адольф Галланд — середина августа 1940[5]
- Генерал Вольфрам фон Рихтгофен — середина августа 1940[5]
- Генерал-полковник Курт Штудент — 2 сентября 1941[5]
- Генерал авиации Фридрих Христиансен — осень 1940[5]
- Генерал авиации Гюнтер Кортен — 1941 (за Критскую операцию)[5]
- Генерал авиации Йозеф Каммхубер[7]
- Генерал-полковник Александер Лёр — 1940[5]
- Оберст-лейтенант Ганс-Ульрих Рудель — лето 1944[5]
- Оберст Бернд фон Браухич[англ.] — лето 1944[5]
- Гауптман Эрих Хартманн — август 1944[5]
- Генерал-майор Мартин Харлингхаузен — 17 апреля 1945[8]
- Гауптман Ганс-Иоахим Марсель[5]
- Оберст Дитрих Пельц[англ.][5]
- Генерал-фельдмаршал Роберт Риттер фон Грейм[5]
- Генерал-фельдмаршал Альберт Кессельринг[7]
- Генерал-полковник Отто Десслох
- Генерал-лейтенант Карл Ангерштейн
- Оберст Вальтер Эзау — 17 октября 1943
- Лётчик-капитан Ханна Райч — март 1941[4]
- Лётчик-капитан Мелитта Шенк Грефин фон Штауффенберг[англ.] — 1943[7]
- Генерал-полковник Эрнст Уде[7]
- Оберст Николаус фон Белов[7]
- Оберст Хайо Херрманн
- Генерал-полковник Альфред Келлер

### Почетные лауреаты
- Рейхсфюрер СС Генрих Гиммлер — июль 1942[5]
- Гросс-адмирал Карл Дёниц — 1943[5]
- Штурмбаннфюрер СС Отто Скорцени — осень 1944[5]
- Оберстгруппенфюрер СС и генерал-полковник Ваффен-СС Зепп Дитрих[7]
- Генерал-фельдмаршал Эрвин Роммель[7]
- Генерал-фельдмаршал Эрих фон Манштейн

### Иностранные получатели
- Карл Густав Эмиль Маннергейм (маршал Финляндии) — 1942[5]
- Ион Антонеску (кондукэтор Румынии)[5]
- Миклош Хорти (регент Венгрии)[7]
- Итало Бальбо (итальянский авиатор)[5]
- Франсиско Франко (каудильо Испании)[5]
- Павел Карагеоргиевич (принц-регент Югославии) — 1939
- Бенито Муссолини (дуче Италии) — 1937